# Décembre 1849
Cette page présente les faits marquants du mois de décembre 1849.

## Naissances
- 5 décembre : Eduard Georg Seler (mort en 1922), anthropologue, ethnologue, historien, linguiste et épigraphiste allemand.
- 8 décembre : Pierre Paulin Andrieu, cardinal français, archevêque de Bordeaux († 14 février 1935).
- 10 décembre : Prosper-Mathieu Henry (mort en 1903), opticien et astronome français.
- 16 décembre : Julius König (mort en 1913), mathématicien hongrois.
- 28 décembre : Herbert von Bismarck († 18 septembre 1904).

## Décès
- 13 décembre : Johann Centurius von Hoffmannsegg (né en 1766), botaniste, entomologiste et ornithologue allemand.
- 15 décembre : Louis-Benjamin Francœur (né en 1773), mathématicien français.
- 28 décembre : Antoine Quatremère de Quincy, écrivain, philosophe, archéologue, critique d'art et homme politique français (° 21 octobre 1755).